# Bassou
Bassou település Franciaországban, Yonne megyében. Lakosainak száma 875 fő (2022. január 1.). Bassou Bonnard, Chichery, Beaumont, Charmoy, Cheny és Valravillon községekkel határos.

## Népesség
A település népességének változása:
| Lakosok száma | 863  | 871  | 898  | 873  | 874  | 877  | 880  | 881  | 875  |
|               | 2013 | 2015 | 2016 | 2017 | 2018 | 2019 | 2020 | 2021 | 2022 |